# Belgie na Letních olympijských hrách 1900
Belgie se účastnila Letní olympiády 1900 ve francouzské Paříži. Zastupovalo ji 64 mužů v 10 sportech.

## Medailisté
| Medaile | Jméno                     | Sport             | Soutěž                        |
| ------- | ------------------------- | ----------------- | ----------------------------- |
| Zlato   | Emmanuel Foulon           | Lukostřelba       | Sur la perche à la herse      |
| Zlato   | Hubert Van Innis          | Lukostřelba       | Au Cordon Doré 33 m           |
| Zlato   | Hubert Van Innis          | Lukostřelba       | Au Chapelet 33 m              |
| Zlato   | Aimé Haegeman             | Jezdectví         | Jednotlivci parkurové skákání |
| Zlato   | Constant van Langhendonck | Jezdectví         | Skok do výšky                 |
| Stříbro | Emile Druart              | Lukostřelba       | Sur la Perche à la Herse      |
| Stříbro | Hubert Van Innis          | Lukostřelba       | Au Cordon Doré 50 m           |
| Stříbro | Georges van der Poële     | Jezdectví         | Jednotlivci parkurové skákání |
| Stříbro | Muži                      | Veslování         | Osmiveslice                   |
| Stříbro | Muži                      | Vodní pólo        | Turnaj mužů                   |
| Bronz   | Louis Glineux             | Lukostřelba       | Sur la Perche à la Pyramide   |
| Bronz   | Georges van der Poële     | Jezdectví         | Skok do výšky                 |
| Bronz   | Paul van Asbroeck         | Sportovní střelba | 300 m puška tři pozice        |
| Bronz   | Charles Paumier           | Sportovní střelba | 300 m standard puška          |
| Bronz   | Družstvo mužů             | Fotbal            | Turnaj mužů                   |